# Tadż ad-Dunja Il Arslan
Tadż ad-Dunja Il Arslan (zm. 1172) – władca Imperium Chorezmijskiego w latach 1156–1172. Wykorzystując załamanie potęgi Seldżuków w roku swojego wstąpienia na tron, rozpoczął ekspansję terytorialną, zaś w roku 1166 w celu podkreślenia swej potęgi przyjął tytuł sułtana – nie zdołał jednak znieść zależności od Kara Kitajów. Po jego śmierci państwo zostało podzielone pomiędzy jego synów Dżalal ad-Dunja Sultanszacha i ’Ala ad-Din Tekesza.